# Boban Grnčarov
Boban Grnčarov (Macedonisch: Бобан Грнчаров) (Skopje, 12 augustus 1982) is een Macedonisch voetballer die bij voorkeur als centrale verdediger speelt. Hij verruilde in juli 2014 Tavrija Simferopol voor FK Vardar Skopje. Grnčarov debuteerde in 2001 in het Macedonisch voetbalelftal.

## Clubcarrière
Grnčarov begon te voetballen in zijn geboortestad Skopje bij FK Vardar Skopje. Na een verblijf bij FK Rabotnički Skopje trok hij in 2001 naar OFK Beograd.
In 2003 trok hij naar Oekraïne, waar hij tot 2006 speelde bij Metaloerh Donetsk. Na een uitleenbeurt in de eerste helft van het seizoen 2006-2007 bij Stal Altsjevsk, tekende hij bij KAA Gent. In het seizoen 2008-2009 speelde hij op uitleenbasis bij Maccabi Petach Tikwa.
Op 9 juni 2009 tekende hij bij het Cypriotische APOEL Nicosia. In zijn eerste seizoen bij APOEL won hij de Cypriotische Super Cup, waarin hij een doelpunt maakte, en speelde hij ook vier wedstrijden in de groepsfase van de UEFA Champions League 2009/10. Het volgende seizoen scoorde hij als centrale verdediger zes doelpunten, allemaal met het hoofd, en won hij met APOEL de titel in Cyprus.
In juli 2011 tekende Grnčarov een contract voor één seizoen met optie voor een extra seizoen bij Lierse SK. Een jaar later verliet hij Lierse voor Botev Plovdiv.

## Erelijst
APOEL Nicosia
- Cypriotisch landskampioen

2010–11
- Cypriotische Super Cup

2009
| seizoen                                                                         | club              | land     | competitie                    | wed. | goals |
| ------------------------------------------------------------------------------- | ----------------- | -------- | ----------------------------- | ---- | ----- |
| 2005/06                                                                         | Metaloerh Donetsk | Oekraïne | UEFA Cup 2005/06              | 1    | 0     |
| 2007/08                                                                         | KAA Gent          | België   | UEFA Intertoto Cup 2007       | 2    | 0     |
| 2009/10                                                                         | APOEL Nicosia     | Cyprus   | UEFA Champions League 2009/10 | 7    | 0     |
| 2010/11                                                                         | APOEL Nicosia     | Cyprus   | UEFA Europa League 2010/11    | 6    | 0     |
| Totaal                                                                          | Totaal            | Totaal   | Totaal                        | 16   | 0     |
| laatst bijgewerkt 05 jul 2011; statistieken van 1999 tot 2005 nog bij te werken |                   |          |                               |      |       |